# Rébellion des Turbans jaunes
La rébellion des Turbans jaunes (caractères traditionnels : 黃巾之亂/黃巾起義 ; caractères simplifiés : 黄巾之乱/黄巾起义 ; pinyin : Huáng jīn zhī luàn,Huáng jīn qǐ yì) est une révolte paysanne majeure en Chine, à la fin du IIe siècle. Le soulèvement éclate en 184 sous le règne de l’empereur Han Lingdi lorsque Zhang Jiao, fondateur de la secte taoïste Taiping (chinois : 太平道 ; pinyin : Tàipíng Dào, « grande paix »,), soulève une partie de la population chinoise contre la dynastie Han, jugée décadente et corrompue. 
Assiégés, les Han lancent un appel à l'aide et ordonnent une campagne contre les Turbans jaunes qui se comptent par centaines de milliers. De puissants et célèbres généraux, tels que Yuan Shao, Cao Cao, Sun Jian et Ma Teng répondent à cet appel. De son côté, le général Lu Zhi recrute des volontaires. Parmi eux, Liu Bei, Guan Yu et Zhang Fei qui, selon l'Histoire des Trois royaumes, se jurent fraternité et s'en vont combattre les Turbans jaunes. Ils viennent en aide au général Dong Zhuo. Les frères de Zhang Jiao, Bao et Liang, sont battus par Cao Cao et Sun Jian.
Bien que la rébellion principale ait été défaite en 185, des poches de résistance restent invaincues et des soulèvements de plus petite ampleur émergent sporadiquement. Ce n’est qu’en 205, après 21 années de révoltes, que les Turbans jaunes sont définitivement vaincus. La rébellion, qui tire son nom de la couleur dans laquelle les rebelles se drapaient, a été particulièrement importante dans l’histoire de la Chine comme dans celle du taoïsme, à cause des collusions nombreuses entre rebelles et sociétés taoïstes secrètes. La révolte sert de cadre d’ouverture au grand classique de la littérature chinoise Les Trois Royaumes.
Ce soulèvement est un des facteurs de la chute des Han.

## Causes
Une des causes principales de la révolte est la crise agraire qu’affronte alors le nord de la Chine. La famine et les inondations causées par des crues du fleuve Jaune contraignent de nombreux paysans et d’anciens colons militaires à chercher du travail dans le sud. De grands propriétaires exploitent durement cette nouvelle main-d’œuvre. Les paysans ayant réussi à conserver leur terre doivent eux faire face à une augmentation des taxes, destinées à construire des fortifications le long de la route de la soie. En effet, les infiltrations étrangères et les menaces d'invasions obligent le gouvernement Han à déployer de coûteuses garnisons autour de cet axe stratégique. La perte des terres et la pression fiscale insupportable entraîne une population toujours plus nombreuse à former des bandes armées itinérantes, et finalement des armées privées.
Dans le même temps, le gouvernement central des Han est en proie à des troubles internes. Le pouvoir des grands propriétaires est un problème ancien, mais peu avant le début de la révolte, les eunuques de la cour ont gagné une influence considérable sur l’empereur, dont ils abusent pour s’enrichir. Les dix plus puissants eunuques forment un groupe appelé les Dix Eunuques (chinois traditionnel : 十常侍 ; pinyin : shí chángshì), et l’empereur Lingdi se réfère à un d’entre eux, Zhang Rang, comme son « père adoptif ». Le gouvernement est largement considéré comme incapable et corrompu, et les famines et inondations sont vues par le peuple comme une preuve que l’empereur décadent a perdu le mandat du Ciel.
Le mécontentement politique, ainsi que la sécheresse et les fléaux, alimentent le ressentiment de la population contre le gouvernement Han. Des prophètes prétendant être l'incarnation ou le descendant de l'Empereur Jaune ou de Laozi trouvent un écho considérable parmi les paysans. Zhang Jue est le plus populaire de ces messies et sa secte taoïste rayonne dans toute la Chine. Tirant profit de la situation, il met en place un projet de rébellion de grande ampleur. Des conjurateurs parviennent même à infiltrer la cour impériale. Les membres du gouvernement ne prennent aucune mesure contre la secte, soit par ignorance, soit par peur de son pouvoir. Alors que Zhang Jue est sur le point de déclencher un soulèvement dans tout l’Empire, certains de ses sympathisants à Luoyang sont arrêtés et exécutés par les autorités. Craignant la répression des autorités alors qu'elle n'a pas eu le temps de lancer des actions d’envergure, la secte commence son soulèvement en province en avance par rapport au calendrier établi, au deuxième mois de 184. Malgré l’impréparation et le manque de coordination, des dizaines de milliers d’hommes se soulèvent, les bureaux locaux du gouvernement sont saccagés et pillés, et les armées impériales contraintes à se tenir sur la défensive.

## Les rebelles

### Les fondateurs
La rébellion est menée par Zhang Jue (aussi connu sous le nom Jhang Jiao, et appelé par ses disciples « Général des Cieux ») et ses deux frères cadets Zhang Bao (張寶)) et Zhang Liang (張梁), nés dans la commanderie Julu. Les frères ont fondé une secte religieuse taoïste dans la province nommée aujourd’hui Shandong. Ils étaient des guérisseurs, acceptant des patients pro bono qui ne pouvaient pas les payer. Les frères sont témoins des abus du gouvernement contre les paysans, harassés de travail et de taxes.

### Secte taoïste
Les rebelles sont les premiers fidèles de la Voie de la Paix suprême (chinois : 太平道 ; pinyin : Tàipíng Dào) et vénèrent la déité Huanglao qui, d’après Zhang Jue, lui a transmis un livre sacré appelé Les clés cruciales de la Voie de la Paix (chinois simplifié : 太平要术 ; chinois traditionnel : 太平要術 ; pinyin : Tàipíng Yàoshù), basé sur le Taipingjing. Zhang Jue, qu’on croyait alors magicien, se fait appeler le Grand Professeur (chinois : 大贤良师 ; chinois traditionnel : 大賢良師 ; pinyin : Dà Xiánliángshī). Quand la rébellion est lancée, il crée un slogan de seize mots :
Le Ciel d’azur sont déjà morts ; le Ciel jaune va bientôt s’élever.
Quand l’année est jiazi, prospérité sera faite sous les Cieux !
(蒼天已死，黃天當立。歲在甲子，天下大吉。)
Comme les trois frères sont des guérisseurs, ils répandent rapidement ce slogan parmi les paysans à travers leurs patients.

### Pratiques religieuses
Zhang Jue se sert d’une forme du taoïsme pour soigner les maladies par la confession des péchés et la guérison par la foi. La religion et les idéaux politiques des frères Zhang sont fondés sur la croyance en un changement apocalyptique de l’ordre du monde. Ils enseignent à leurs fidèles que l’année du jiazi est le commencement d’un nouveau cycle sexagésimal : le ciel deviendra jaune, et sous ces nouveaux cieux le gouvernement de la dynastie Han s’effondrera ; une nouvelle ère politique débutera. Les idéogrammes jiazi (甲子) deviennent un symbole du changement à venir, et plus tard, quand les fidèles de Zhang Jue iront se battre, ils porteront un tissu jaune enserré autour de leur tête. D’où le nom de « Turbans jaunes ».
Presque toutes les pratiques religieuses de la secte sont des activités communautaires, comme des transes collectives ou des banquets. Le service religieux consiste en des chants et de la musique, la combustion d’encens, des sermons et des anecdotes qui peuvent être délivrés à tout membre de la congrégation, y compris les femmes et ceux perçus comme barbares. Certains dirigeants xiongnu comme Yufuluo sont connus pour avoir apporté un soutien à la secte, et Zhang Jue pourrait s’être inspiré de pratiques chamaniques pour son enseignement.
Bien que nombre des croyances initiales de la Voie de la Paix Suprême aient été perdues, il est très probable qu’elles aient des connexions avec l’école des cinq boisseaux de riz, considérant que Zhang Jue prétend descendre de Zhang Deoling. De nombreux écrits des 52 chapitres du Taiping Jing qui nous sont parvenus à travers le Daozang ont un lien avec la Voie des Maîtres célestes, même si on peut penser que les divergences ont été supprimées par les sectes ultérieures.

## Les plans de Zhang Jue pour la rébellion
Avant le début de la rébellion, Zhang Jue envoie Ma Yuanyi (馬元義) pour recruter des fidèles dans les provinces de Jing et de Yang et les amener à Ye. Comme Ma Yuanyi voyage fréquemment à Luoyang, la capitale impériale des Han, il tisse des contacts avec Feng Xu (封諝) et Xu Feng (徐奉), deux membres de l’influente faction des eunuques de la cour impériale, et les convainc de collaborer en secret avec Zhang Jue. Ils planifient le 3 avril 184 comme date du début de la rébellion, mais avant qu’ils ne puissent mettre leur plan à exécution, les Turbans jaunes sont trahis. Un des fondateurs du mouvement du Chemin de la Paix, Tang Zhou (唐周), qui avait été écarté de la suite des opérations par les frères Zhang, a dénoncé Ma Yuanyi aux autorités en représailles. Ma Yuanyi est arrêté et exécuté par démembrement à Luoyang.
Après que l’empereur Lingdi a pris connaissance que Zhang Jue préparait une révolte, il ordonne au préfet Zhou Bin (周斌) de mener une enquête et de capturer les conspirateurs. Des centaines de personnes sont alors arrêtées et exécutées.

## La rébellion
Quand Zhang Jue apprend que le gouvernement Han a découvert ses plans, il envoie rapidement des messagers pour contacter ses soutiens à travers toute la Chine afin de lancer une action sur le moment même. Entre le 29 février et le 29 mars 184, Zhang Jue lance la rébellion des Turbans jaunes avec environ 360 000 fidèles sous son commandement, tous portants du tissu jaune noué autour de leur tête. Il se fait appeler « Seigneur-Général des Cieux » (chinois simplifié : 天公将军 ; chinois traditionnel : 天公將軍 ; pinyin : Tiāngōng Jiāngjūn), ses frères Zhang Bao et Zhang Liang étant respectivement le « Seigneur-Général de la Terre » (chinois : 地公将军 ; chinois traditionnel : 地公將軍 ; pinyin : Digōng Jiāngjūn) et le « Seigneur-Général des Humains » (chinois : 人公将军 ; chinois traditionnel : 人公將軍 ; pinyin : Réngōng Jiāngjūn). Les rebelles attaquent les bureaux gouvernementaux, pillent les comtés et les villages, et prennent le contrôle des commanderies. En dix jours, la rébellion se propage à travers toute la Chine et inquiète profondément la cour impériale à Luoyang.
Les rebelles se concentrent majoritairement dans les provinces de Ji, Jing, You et Yu. Le groupe mené par Zhang Jue et ses frères est soutenu fortement dans la province de Ji, située au nord du fleuve Jaune, près de la commanderie de Julu, terre natale de Zhang Jue (aujourd’hui Comté de Pingxiang, Hebei), et de la commanderie Wei (aujourd’hui Handan, Hebei). Une seconde révolte d’ampleur éclate dans les commanderies de Guangyang (aujourd’hui Pékin) et de Zhuo (aujourd’hui Zhuozhou, Hebei), dans la province You. Le troisième centre de la rébellion est la commanderie de Yingchuan (autour de l’actuelle Xuchang, Henan) et la commanderie de Runan (autour de l’actuelle Xinyang, Henan) dans la province Yu, et la commanderie de Nanyang (autour de l’actuelle Nanyang, Henan) dans la province Jin septentrionale.
Le 1er avril 184, l’empereur Lingdi nomme son beau-frère He Jin, Intendant du Henan (河南尹), général en chef (chinois simplifié : 大将军 ; chinois traditionnel : 大將軍 ; pinyin : Dàjiāngjūn) et lui ordonne de superviser l’armée impériale afin qu’elle écrase la révolte. Au même moment, l’empereur nomme trois généraux (Lu Zhi, Huangfu Song et Zhu Jun) pour mener trois armées séparées afin de négocier avec les rebelles. Lu Zhi se rend dans la Province Ji, où se trouve Zhang Jue, pendant que Huangfu Song et Zhu Jun font route pour la commanderie Yingchuan. Ils ont sous leurs ordres 40 000 hommes.

### Province You: commanderies Guangyang et Zhuo
Dans la province You (chinois : 幽州 ; pinyin : Yōu Zhōu), les rebelles tuent Guo Xun (郭勳), l’Inspecteur provincial, et Liu Wei (劉衛), l’administrateur de la commanderie Guangyang (chinois simplifié : 广阳郡 ; chinois traditionnel : 廣陽郡 ; pinyin : Guǎngyáng Jùn, actuels Hebei et Pékin).
Zhou Jing dirige les forces impériales, de concert avec Liu Bei qui prend la tête d’un groupe de volontaires afin de l’assister.

### Province Yu: commanderies Runan et Yingchuan
Quand la rébellion embrase la province Yu (chinois : 豫州 ; pinyin : Yù Zhōu, aujourd'hui Henan), la cour impériale Han choisit Wang Yun pour être l’Inspecteur de la province, chargé de superviser les opérations militaires.
Zhao Qian (趙謙), l’administrateur de la commanderie de Runan, mène ses troupes contre les rebelles avant l’arrivée de Zhu Jun, mais est défait à Shaoling. Quand les Turbans jaunes attaquent le comté de Chen (aujourd’hui comté de Huaiyang, Henan), sept des subordonnés de Zhao Qian sans formation miliaire prennent les armes et se dressent contre les rebelles, mais sont finalement tués. À la fin de la rébellion, l’empereur Lingdi les honore du nom de « Sept Vertueux » (chinois : 七贤 ; chinois traditionnel : 七賢 ; pinyin : Qī Xián).
L’État de Chen (aujourd’hui Zhoukou, Henan), une des commanderies de la province Yu, est épargné par la rébellion grâce à la crainte qu’inspire alors le seigneur Liu Chong, célèbre pour sa maîtrise de l’archerie et pour le régiment d’archers d’élite qu’il a à son service.
Les rebelles dans la commanderie de Runan, menés par Bo Cai, défont dans un premier temps Zhu Jun lors d’une bataille rangée. La cour impériale envoie alors Cao Cao, commandant de la cavalerie, en renfort pour assister Zhu Jun. Entre le 28 mai et le 25 juin, Zhu Jun, Huangfu Song et Cao Cao joignent leurs forces et vainquent Bo Cao à Changshe (aujourd’hui Changge, Henan). Alors que Bo Cai tente de fuir, Huangfu Song et Zhu Jun le pourchassent dans le comté de Yangzhai (Yuzhou, Henan) et lui infligent une nouvelle défaite, obligeant les rebelles à se disperser.
Huangfu Song et Zhu Jun défont ensuite les rebelles menés par Peng Tuo (彭脫) dans la commanderie de Runan, dans le comté de Xihua. La cour impériale leur donne l’ordre de se séparer en deux : Huangfu Song doit attaquer les rebelles dans la commanderie de Dong (aujourd’hui Comté de Puyang, Henan) quand Zhu Jun reçoit l’ordre d’aller rétablir l’ordre dans la commanderie de Nanyang. En même temps, l’Inspecteur de la province Yu, Wang Yun, met au jour les preuves de contacts entre les rebelles et Zhang Rang (張讓), le chef de la faction des eunuques de Luoyang. L’empereur en est informé : il réprimande Zhang Rang mais ne le punit pas.
Entre le 7 novembre et le 6 décembre, Bao Hong (鮑鴻), un colonel, conduit les forces impériales contre les rebelles dans le Gebei (葛陂), et les défait.

### Province Ji: commanderies de Wei et de Julu
Dans le même temps, Lu Zhi vainc les forces rebelles de Zhang Jue dans la commanderie de Julu (chinois simplifié : 巨鹿郡 ; chinois traditionnel : 鉅鹿郡 ; pinyin : Jùlù Jùn, actuellement au sud du Hebei) et assiège le chef des rebelles dans le comté de Guangzong. Toutefois, après qu’un eunuque l’eut accusé faussement de trahison, Lu Zhi est relevé de son commandement par l’empereur Lingdi et escorté à Luoyang en tant que prisonnier. La cour impériale ordonne alors au général Dong Zhuo de remplacer Lu Zhi et de d’attaquer Zhang Jue. Mais Dong Zhuo échoue et doit se retirer.
Le 23 ou 24 septembre, Huangfu Song et Fu Xie (傅燮) défont les rebelles à Cangting (倉亭), capturent leur commandant Bu Ji et tuent plus de 7 000 rebelles, parmi lesquels des chefs mineurs comme Zhang Bo (張伯) et Liang Zhongning (梁仲寧). Le 25 septembre, la cour impériale ordonne à Huangfu Song de remplacer Dong Zhuo et de conduire ses troupes au contact de celles de Zhang Jue.
Zhang Jue meurt de maladie alors qu’il est attaqué par Huangfu Song dans le comté de Guangzong. Entre le 21 novembre et le 20 décembre, Huangfu Song poursuit son combat contre Zhang Liang, qui a pris le commandement des fidèles de son frères du comté de Guangzong, mais il ne parvient pas à vaincre les rebelles, probablement parce que Zhang Liang a les meilleurs soldats des Turbans jaunes avec lui. Huangfu Song décide alors de prendre une position défensive pour que les rebelles baissent leur garde et ainsi les piéger. C’est ce qui se produit et Huangfu Song s’empare de l’opportunité en organisant un assaut nocturne et inflige une défaite dévastatrice aux Turbans jaunes. Zhang Liang est tué pendant la bataille avec 30 000 rebelles, pendant que 50 000 révoltés qui tentent de s’enfuir par la rivière se noient. Huangfu Song brûle plus de 30 000 charrettes de provisions appartenant aux Turbans jaunes et capture leur famille. Huangfu Song fait ensuite décapiter le corps de Zhang Jue et envoie sa tête à la cour impériale à Luoyang.
Reconnaissant des hauts faits de Huangfu Song, l’empereur le fait général sénestre des chars et de la cavalerie (左車騎將軍). Entre le 21 décembre 184 et le 18 janvier 185, Huangfu Song joint ses forces à celles de Guo Dian, l’Administrateur de la commanderie de Julu, pour attaquer les derniers rebelles menés par Zhang Bao, le dernier frère de Zhang Jue. Les Turbans jaunes sont vaincus dans le comté de Xiaquyang (下曲陽縣), Zhang Bao est tué et 100 000 rebelles sont capturés.

### Province Jing: commanderie de Nanyang
Le 24 mars 184, les rebelles menés par Zhang Mancheng (張曼成) tuent Chu Gong (褚貢), l’administrateur de la commanderie Nanyang (chinois simplifié : 南阳郡 ; chinois traditionnel : 南陽郡 ; pinyin : Nányáng Jùn), et occupent la capitale de la commanderie, Wancheng (宛城). Qin Jie (秦頡), successeur de Chu Gong, lève des troupes pour attaquer Zhang Mancheng puis vainc son armée et l’abat entre le 26 juin et le 25 juillet avant l’arrivée des renforts de Zhu Jun.
Après la mort de Zhang Mancheng, Zhao Hong (趙弘) devient le nouveau commandant des rebelles à Wancheng. Vers octobre 184, Qin Jie et Zhu Jun joignent leurs forces avec Xu Qiu (徐璆), l’Inspecteur de la province Jing, afin d’attaquer Wancheng avec une armée d’environ 18 000 hommes. Ils défont et tuent Zhao Hong.
Suivant la mort de Zhao Hong, Han Zhong (韓忠) et les derniers rebelles prennent le contrôle de Wancheng et résistent aux forces impériales. Zhu Jun ordonne à ses troupes de simuler une attaque au sud-ouest, alors qu’il mène secrètement 5 000 soldats d’élite pour infiltrer Wancheng depuis le nord-est. Han Zhong se retire dans la citadelle et cherche à se rendre. Qin Jie, Xu Qiu et Zhang Chao (張超) pressent Zhu Jun d’accepter la reddition de Han Zhong mais le commandant des forces impériales refuse. Puis, Zhun Jun fait semblant de lever le siège pour forcer Han Zhong à sortir et ainsi pouvoir l’attaquer. Han Zhong tombe dans le piège, perd la bataille et tente de s’enfuir alors que 10 000 de ses hommes sont massacrés par les impériaux. Désespéré, Han Zhong se rend à Zhu Jun, mais Qin Jie l’exécute.
Le 11 janvier 185, Zhu Jun bat une autre armée rebelle menée par Sun Xia (孫夏), dont les survivants s’enfuient dans le comté de Xi (西鄂縣). Zhu Ju les poursuit, les défait encore et conduit les rebelles à se disperser.

### Provinces Xu et Yang
Dans la province Xu (chinois : 徐州 ; pinyin : Xú Zhōu, actuellement nord du Jiangsu et sud-est du Shandong), l’Inspecteur provincial Tao Qian, avec l’aide de Zang Ba notamment, réussit à vaincre les rebelles et à restaurer la paix dans la région.
Sun Jian, alors fonctionnaire mineur servant dans le comté de Xiapi (下邳縣) dans la province Xu, rejoint l’armée de Zhu Jun avec le grade de major. Il amène avec lui plusieurs jeunes hommes originaires du comté de Xiapi et de la région de la rivière Huai.
Dans la province Yang, les rebelles attaquent le comté de Shu (舒縣) dans la commanderie Lujiang (廬江郡) et mettent le feu aux bâtiments. Yang Xu (羊續), l’Administrateur de la commanderie Lujiang, réussit à recruter des milliers d’hommes pour l’aider à battre les rebelles et à éteindre les flammes. Il parvient ainsi à restaurer la paix et la stabilité dans la région.

### Fin de la rébellion
Au début de l’année 185, la rébellion a été écrasée après la reprise de Wancheng par Zhu Jun et la série de victoires de Huangfu Song contre les frères Zhang dans la province Ji. Les rescapés sont poursuivis par les forces impériales et à la mi-février 185, l’empereur Lingdi proclame le changement de nom d’ère, de Guanghe (chinois : 光和 ; pinyin : Guānghé) à Zhongping (chinois : 中平 ; pinyin : Zhōngpíng, « pacification achevée »).

## Résurgence des Turbans jaunes après 185
Bien que la rébellion des Turbans jaunes prenne fin en février 185, des plus petites révoltes d’anciens fidèles de Zhang Jue continuent à secouer la Chine dans les décennies suivantes, y compris dans des provinces qui avaient été originellement épargnées.

### Bandits de la Vague blanche
Entre le 16 mars et le 13 avril 188, Guo Tai (郭太) pousse à la révolte quelque 100 000 anciens Turbans jaunes dans la commanderie de Xihe. Comme ils sont originaires de la vallée Baibo (chinois : 白波谷 ; pinyin : Báibō Gǔ, « vallée de la vague blanche »), ils seront plus tard nommés « Bandits de la Vague blanche » (chinois simplifié : 白波贼 ; chinois traditionnel : 白波賊 ; pinyin : Báibō Zéi). Ils s’allient avec Yufuluo, dirigeant du peuple Xiongnu, et attaquent les commanderies Taiyuan et Hedong. Entre le 27 octobre et le 25 novembre 189, alors que les bandits attaquent la commanderie de Hedong, le seigneur de guerre Dong Zhuo envoie son beau-fils Niu Fu à la tête d’une armée pour les arrêter, mais Niu Fu ne parvient pas à les défaire.
Aux alentours de la moitié de l’année 195, l’empereur Xian fuit la capitale impériale Chang'an, où il était retenu en otage par les fidèles de Dong Zhuo menés par Li Jue et Guo Si depuis la mort du tyran en 192. Il retourne dans les ruines de l’ancienne capitale Luoyang qui avait été brûlée par Dong Zhuo en 191 et dont les habitants avaient été déplacés à Chang’an par la force. Dong Cheng (ancien subordonné de Niu Fu) et Yang Feng (ancien bandit de la Vague blanche) protègent l’empereur à Luoyang alors que Li Jue et Guo Si le poursuivent pour le faire revenir à Chang’an. Dong Cheng et Yang Fen convoquent les bandits de la Vague blanche menés par Li Le (李樂), Han Xian et Hu Cai (胡才) afin de garantir la sécurité de l’empereur. Les forces Xiongnu dirigées par Qubei (去卑) répondent également à l’appel aux armes et viennent aider l’empereur Xian à résister face à Li Jue et Guo Si. Entre 195 et 196, le seigneur de guerre Cao Cao mène ses forces à Luoyang et escorte l’empereur Xian à sa propre base à Xu (許, aujourd’hui Xuchang, Henan), où est établie la nouvelle capitale impériale.

### Province Yi: Ma Xiang et Zhao Zhi
Entre le 12 juillet et le 10 août 185, Ma Xiang (馬相) et Zhao Zhi (趙祗) prennent la tête des vestiges des Turbans jaunes pour mener une nouvelle rébellion dans la province Yi (aujourd’hui Sichuan et Chongqing). Ils tuent le préfet du comté de Mianzhu, Li Sheng (李升), l’Administrateur de la commanderie de Ba, Zhao Bu (趙部), et l’Inspecteur de la Province Yi, Xi Jian (郗儉). Ma Xiang se proclame lui-même empereur. La rébellion est réprimée par les forces locales menées par Jia Long (賈龍), un ancien subordonné de Xi Jian.

### Province Qing: Zhang Rao, Guan Hai, Xu He et Sima Ju
Aux alentours de 189, Zhang Rao (張饒) conduit environ 200 000 anciens Turbans jaunes ravager la province Qing. Il défait les forces impériales dirigées par Kong Rong, le chancelier de la commanderie Beihai nommé par les Han. Plus tard, Kong Rong est assiégé dans le comté de Duchang par des milliers de rebelles Turbans jaunes menés par Guan Hai (管亥). Taishi Ci, alors un officier militaire sous les ordres de Kong Rong, réussit à percer le siège et à demander de l’aide à Liu Bei, alors chancelier de la commanderie Pingyuan voisine. Liu Bei, avec 3 000 hommes, attaque Guan Hai et parvient à sauver Kong Rong.
Dans les années 200, Xu He (徐和) et Sima Ju (司馬俱) deviennent les chefs des derniers Turbans jaunes des commanderies de Jinan et de Le’an et pillent la province Qing. Ils sont défaits et abattus par Xiahou Yuan, Zhang Ba et Lü Qian entre 206 et 209.

### Province Yan: l’armée Qingzhou de Cao Cao
Vers mai 192, des centaines de milliers d’anciens Turbans jaunes de la province Qing essaiment dans la province Yan et tuent Zhang Sui (鄭遂), Chancelier de la commanderie de Rencheng, avant de se rendre dans la commanderie de Dongping. Liu Dai, Inspecteur de la province Yan, souhaite mener ses troupes contre les rebelles mais le général Bao Xin tente de l’en dissuader. Liu Dai ignore les mises en garde de Bao Xin mais il est tué par les Turbans jaunes. Bao Xin et un autre fonctionnaire, Wan Qian (萬潛), se rendent à la commanderie de Dong pour proposer à Cao Cao de devenir le nouveau gouverneur de la province Yan. Bao Xin ensuite attaque les rebelles à l’est du comté de Shouzhang mais il est tué pendant la bataille. Plus tard, malgré une infériorité numérique, Cao Cao parvient à vaincre les rebelles dans l’Etat de Jibei. Ces derniers, environ 300 000, se rendent avec leur famille. Cao Cao recrute les meilleurs guerriers et organise une unité d’élite, l’armée Qingzhou (青州兵).

### Commanderies de Runan et de Yingchuan: He Yi, Liu Pi, Gong Du et autres
Dans les commanderies Runan et Yingchuan, des milliers de Turbans jaunes restent actifs sous les ordres de He Yi (何儀), Liu Pi (劉辟), Huang Shao (黃邵) et He Man (何曼). Ils sont originellement alliés avec les seigneurs de guerre Yuan Shu et Sun Jian, mais deviennent indépendants vers 190. Entre le 17 mars et le 15 avril 196, le seigneur de guerre Cao Cao les attaque et tue Liu Pi, Huang Shao et He Man. He Yi et d’autres chefs se rendent.
On trouve également d’autres anciens Turbans jaunes dirigés par Gong Du (龔都) et Wu Ba (吳霸) dans la commanderie de Runan. Wu Ba est défait et capturé par le général Li Tong. Gong Du devient une menace pour Cao Cao quand il s’allie à Liu Bei, rival de Cao Cao, et prend le contrôle de la commanderie de Runan en 201. Cao Cao envoie d’abord Cai Yang pour l’éliminer mais après la mort de Cai Yang, il mène personnellement ses troupes contre Gong Du et Liu Bei et parvient à les vaincre. Liu Bei s’enfuit au sud rejoindre Liu Biao, pendant que Gong Du et les derniers rebelles se dispersent.

### Provinces Yang et Jiao
D’autres Turbans jaunes menés par Wu Huan (吳桓) sont actifs dans la commanderie de Kuaiji jusqu’à leur défaite face à Liu Zan.
Dans les années 200, Chen Bai (陳敗) et Wan Cheng (萬秉) provoquent une rébellion dans la commanderie Jiuzhen dans la province Jiao. En 202, ils sont vaincus et capturés par Zhu Zhi, l’Administrateur de la commanderie.

## Conséquences
L’armée Han remporte la victoire, mais le tribut est terrible. Sur une vaste partie du territoire, les représentants du gouvernement ont été tués, l’information est coupée et le gouvernement central peine à se faire entendre. Les pertes des rebelles se chiffrent en centaines de milliers, de nombreux civils ont perdu leur demeure et une grande partie de l’économie s’est effondrée, la guerre ayant eu lieu dans les régions parmi les plus riches. Les émeutes sont toujours présentes et le nombre de bandits s’accroît fortement. Le gouvernement Han, qui n’est pas en mesure de mettre un terme à toutes les perturbations, s’efforce désespérément de rétablir la situation.
Alors que la rébellion est défaite, les seigneurs militaires et les administrateurs locaux voient leurs pouvoirs renforcés et prennent conscience de leur force face à un pouvoir central très fortement ébranlé. Cette situation conduit à la chute de la dynastie Han en 220. Après la mort de l’empereur Lingdi en 189, une crise politique entre He Jin et les eunuques entraîne l’assassinat de He Jin le 22 septembre 189. Yuan Shao, allié de He Jin, riposte en mettant le feu au palais impérial et en massacrant les eunuques. Finalement, le seigneur de guerre Dong Zhuo parvient à prendre le pouvoir en se servant du jeune héritier au trône comme d’une marionnette, lui permettant par là même de légitimer son occupation de la capitale. À cause de sa cruauté, Dong Zhuo est assassiné en 192, permettant à Cao Cao de commencer son ascension vers le pouvoir.
Malgré la description négative qu’en fait Les Trois Royaumes, la rébellion des Turbans jaunes est une source d’inspiration pour les paysans chinois pendant les siècles suivants et nombreux sont ceux réclamant en être les héritiers spirituels.

## DansLes Trois Royaumes
La rébellion est dépeinte dans les chapitres ouvrant le classique de la littérature chinoise Les Trois Royaumes, écrit au XIVe siècle. Les frères Zhang sont décrits comme des sorciers, ayant acquis le Taiping Jin d’un « vieil esprit immortel des terres méridionales » (parfois identifié comme Zhuangzi).
De nombreux personnages appartenant aux Turbans jaunes ont été créés dans le roman, dont :
- Du Yuan, tué par Liao Hua pour avoir enlevé les femmes de Liu Bei

- Zhou Cang, un rebelle devenu le porteur d’arme de Guan Yu

- Gao Sheng, subordonné de Zhang Bao

- Chang Yuanzhi, défait par Liu Bei

- Deng Mao, champion de Cheng Yuanzhi

- Bian Xi, un serviteur de Cao Cao qui tente sans succès de tuer Guan Yu

Bien que n’étant pas un personnage de fiction, Liao Hua est présenté dans le roman comme ayant été un Turban jaune dans sa jeunesse, ce qui n’est pas possible historiquement, étant donné sa date de mort et sa durée de vie.

## Dans la culture populaire
La rébellion se produit au début des parties de chaque itération de la série de jeux vidéo Dynasty Warriors.
Il est également possible de mener les Turbans jaunes dans le jeu Total War : Three Kingdoms à travers deux DLC : Yellow Turban rebellion qui permet d’incarner He Yi, Gong Du ou Huang Shao, et Mandate of Heaven dans lequel on peut être un des frères Zhang.

## Sources
- Kristofer Schipper, « Turbans jaunes », Encyclopædia Universalis, consulté le 16 avril 2020

- (en) Cet article est partiellement ou en totalité issu de l’article de Wikipédia en anglais intitulé « Yellow Turban Rebellion » (voir la liste des auteurs).

### Articles liés
- Bian Xi
- Bo Zhang
- Guan Hai
- Gao Sheng
- Révolte des Turbans rouges qui entraîne la chute de la dynastie Yuan